# El Guayabo, Guanajuato
El Guayabo är en ort i Mexiko.   Den ligger i kommunen Pénjamo och delstaten Guanajuato, i den centrala delen av landet, 290 km väster om huvudstaden Mexico City. El Guayabo ligger 1 771 meter över havet och antalet invånare är 171.
Terrängen runt El Guayabo är kuperad åt nordväst, men åt sydost är den platt. Runt El Guayabo är det ganska tätbefolkat, med 111 invånare per kvadratkilometer. Närmaste större samhälle är Pénjamo, 2,1 km sydväst om El Guayabo. Trakten runt El Guayabo består till största delen av jordbruksmark.